# CAK

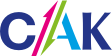
Logo van het CAK.

Het CAK (oorspronkelijk een afkorting van Centraal Administratie Kantoor) is een Nederlands publiekrechtelijk zelfstandig bestuursorgaan (zbo). Het is belast met wettelijke, administratieve taken op het gebied van zorg en welzijn, in opdracht van het ministerie van Volksgezondheid, Welzijn en Sport (VWS). Een belangrijk deel van de taken omvat het betalen voor geleverde zorg aan zorgverleners en het vaststellen en innen van wettelijk verplichte eigen bijdragen. Deze eigen bijdragen zijn veelal afhankelijk van inkomen en vermogen. Het CAK wisselt voor deze taken op grote schaal gegevens uit met zorgkantoren, zorginstellingen, gemeenten, Belastingdienst, UWV en de SVB.

## Taken
Het CAK voert de volgende wettelijke taken uit:
- Het betalen van vergoedingen voor geleverde zorg aan zorgaanbieders (namens de zorgkantoren).
- Het vaststellen en innen van de eigen bijdrage op grond van de Wet langdurige zorg (Wlz).
- Het vaststellen en innen van de eigen bijdrage op grond van de Wet maatschappelijke ondersteuning 2015 (Wmo 2015).
- Het afgeven van officiële verklaringen aan personen die naar het buitenland willen reizen met medicijnen die onder de Opiumwet vallen.
- De uitvoering van verschillende regelingen voor mensen die geen Nederlandse zorgverzekering hebben. Dit betreft bijvoorbeeld mensen die door wanbetaling of administratieve problemen onverzekerd zijn, gemoedsbezwaarden, onverzekerbare vreemdelingen en mensen die in andere landen verblijven, maar in Nederland recht hebben op zorg.
- Het Nationaal Contactpunt grensoverschrijdende zorg (NCP): voorlichting van burgers over de regels voor medische behandeling in een ander EU-land dan waar ze woonachtig zijn.
- De regelingen voor onverzekerden (tot 1 januari 2017 werden deze uitgevoerd door het Zorginstituut Nederland).

Afgeschafte regelingen die het CAK voorheen uitvoerde:
- De Compensatie van het Eigen Risico (CER) uit de Zorgverzekeringswet. (Afgeschaft in 2014.)
- De algemene tegemoetkoming op grond van de Wet tegemoetkoming chronisch zieken en gehandicapten (Wtcg). (Afgeschaft in 2014.)
- De vaststelling voor de ouderbijdrage op grond van de Jeugdwet. (Afgeschaft in 2016.)

Het CAK handelde voor deze regelingen de jaren erna nog wel klachten, bezwaren en de financiële afhandeling af.

## Rechtsvorm en naam
Tot 1 januari 2013 was het CAK een besloten vennootschap die publieke taken uitvoerde (materieel privaatrechtelijk zelfstandig bestuursorgaan). De naam ervan luidde Centraal Administratie Kantoor Bijzondere Zorgkosten (CAK-BZ) BV. Bij de overgang naar de publiekrechtelijke vorm heeft het ministerie van VWS meer zeggenschap over het CAK verkregen. In de benodigde wettelijke wijzigingen is ook de naam 'Centraal Administratie Kantoor' geschrapt waardoor CAK formeel een betekenisloze afkorting is geworden. Het bestaan van het CAK en de regels rondom wettelijke taken, beheerskosten en toezicht zijn sinds 2015 vastgelegd in de Wet langdurige zorg. Daarnaast staan er regels over het CAK in de Zorgverzekeringswet en verschillende andere wetten.

## Huisvesting
Vanaf het ontstaan in 1968 was het CAK op verschillende locaties in de Haagse regio gehuisvest. In 2012 is de huidige, centrale, locatie in het Haagse Beatrixkwartier betrokken.